# Présence (groupe français)
Pour les articles homonymes, voir Presence.
Présence est un groupe de rock progressif français, originaire de Paris formé par Jean-Louis Désumeur. Le groupe ne dure que cinq ans, entre 1969 et 1973, au cours desquels il « voit passer » Erick Saint-Laurent ainsi que Daniel Balavoine.

## Biographie
Le groupe se forme en 1969 à Paris. Cette même année, le groupe produit l'album Mitchellville d’Eddy Mitchell. Jean-Louis Désumeur décide de monter le groupe, et se tourne vers le chanteur Patrice Raison (surnommé Erick Saint-Laurent). Avec lui, et sept autres musiciens, le groupe publie un 45 tours pour la série Pop Music du label Vogue et participe à la compilation Music Evolution aux côtés de Martin Circus, Balthazar et Blues Convention.
En 1970, Erick Saint Laurent et Jean-Louis Désumeur s'associent à Richard Anthony pour enregistrer Good bye espoir. En 1971, Erick Saint Laurent arrête la musique après son retour de l’armée. Cette même année, Daniel Darras et Daniel Baudon, seuls membres restants du groupe à cette période, enregistrent un nouveau 45 tours avec Michel Cohen (basse), Alain Crépin (guit) et Daniel Balavoine (1952 Alençon / 1986 Ténérife). Les deux morceaux Le jour s’est levé et La lumière et la folie sont écrits par Balavoine,. En mai 1972, ce dernier poursuit une carrière solo, restant au sein du label chez Vogue, tandis que le groupe signe chez Warner Bros Records. Dès lors, Jean-Louis Desumeur retrouve Alain Crépin, Daniel Darras et Daniel Baudon et enregistrent ensemble l’unique 33 tours, homonyme, en 1973. Cette même année, le groupe cesse ses activités.

## Membres
- Jean-Louis Désumeur - guitare, basse, chant (1968-1973)
- Alain Crépin - guitare (1968-1973)
- Dany Darras - claviers (1968-1973)
- Daniel Baudon - batterie (1968-1973)
- Daniel Balavoine - chant (1971-1972)
- Patrice Raison - chant (1968-1971)

## Discographie

### Album studio
- 1973 : Présence

### Singles
- 1970 : Filles du nord / Quand j'en ai envie
- 1971 : Le Jour s'est levé / La Lumière et la folie
- 1973 : Si tu passes par chez moi / Chante chante
- 1973 : Vole, vole, vole! / Dis-moi si!...
- 1973 : SLC rock, face B du 45T promotionnel "Mr Bernard" (Big Bazar).